# Љ
Lje, Lye hay Łe (Љ љ, chữ nghiêng: Љ љ)  là một chữ cái trong bảng chữ cái Kirin.

Chữ Lje sử dụng font serif và in nghiêng

Lje đại diện cho âm /ʎ/, trong một số ngôn ngữ được biểu thị bằng chữ ghép ⟨ль⟩ và được phát âm là /lʲ/ giống như âm ⟨ll⟩ trong "million". Nó giống với các âm sau: tiếng Latvia ⟨ļ⟩, tiếng Slovak ⟨ľ⟩, tiếng Bồ Đào Nha ⟨lh⟩, tiếng Tây Ban Nha ⟨ll⟩ và tiếng Ý ⟨gl⟩.
Lje là chữ ghép của ⟨л⟩ và ⟨ь⟩. Nó được tạo ra bởi Vuk Stefanović Karadžić để sử dụng trong từ điển của ông vào năm 1818, thay thế cho chữ ghép ⟨ль⟩. Nó tương ứng với chữ ghép ⟨Lj⟩ trong bảng chữ cái Latinh của Gaj cho tiếng Serbia-Croatia.
Ngày nay nó được sử dụng trong tiếng Macedonia, các biến thể của tiếng Serbia-Croatia khi được viết bằng chữ Kirin (tiếng Bosnia, tiếng Montenegro và tiếng Serbia) và tiếng Itelmen.
Nó cũng đã từng được sử dụng trong tiếng Udege.
Lje thường được phiên âm là lj nhưng nó cũng có thể được phiên âm là ľ hoặc ļ.

## Các chữ cái liên quan và các ký tự tương tự khác
- Л л: Chữ Kirin El
- Ь ь: Chữ Kirin dấu mềm
- L l: Chữ Latinh L
- Ľ ľ: Chữ Latinh L với dấu mũ ngược - một chữ cái tiếng Slovak
- Ĺ ĺ: Chữ Latinh L với dấu sắc - một chữ cái tiếng Slovak khác
- Ļ ļ: Chữ Latinh L với móc đuôi - một chữ cái tiếng Latvia
- Ly: Chữ Ly - tiếng Hungary
- Њ њ: Chữ Kirin Nje

## Mã máy tính
| Kí tự               | Љ                           | Љ                           | љ                         | љ                         |
| ------------------- | --------------------------- | --------------------------- | ------------------------- | ------------------------- |
| Tên Unicode         | CYRILLIC CAPITAL LETTER LJE | CYRILLIC CAPITAL LETTER LJE | CYRILLIC SMALL LETTER LJE | CYRILLIC SMALL LETTER LJE |
| Mã hóa ký tự        | decimal                     | hex                         | decimal                   | hex                       |
| Unicode             | 1033                        | U+0409                      | 1113                      | U+0459                    |
| UTF-8               | 208 137                     | D0 89                       | 209 153                   | D1 99                     |
| Tham chiếu ký tự số | &#1033;                     | &#x409;                     | &#1113;                   | &#x459;                   |
| Code page 855       | 145                         | 91                          | 144                       | 90                        |
| Windows-1251        | 138                         | 8A                          | 154                       | 9A                        |
| ISO-8859-5          | 169                         | A9                          | 249                       | F9                        |
| Macintosh Cyrillic  | 188                         | BC                          | 189                       | BD                        |